# Bobby Labonte
Robert Allen Labonte ou Bobby Labonte como é conhecido (Corpus Christi, 8 de maio de 1964) é um piloto de automóvel americano campeão da NASCAR.

## Carreira

### NASCAR
Bobby Labonte debutou na NASCAR em 25 de setembro de 1982 no circuito de Martinsville pela Busch Series. Realizou mais 2 provas em 1985, 6 em 1988 e 7 em 1989 ainda sem vitórias para então realizar sua primeira temporada completa em 1990 pela divisão de acesso da categoria. Correndo 31 etapas, terminou na quarta posição ao final do campeonato.
A primeira vitória de Labonte veio em Bristol na sua segunda temporada completa na categoria. Venceu ainda em Indianápolis para conquistar o seu primeiro título da NASCAR]. Neste mesmo ano realizou suas primeiras provas na divisão principal.
Em 1992 conquistou 3 vitórias em 31 provas pela Busch Series mas perdeu o título para Joe Nemechek pela diferença de apenas 3 pontos. Esse foi o último completo na Busch Series para correr pela Winston Cup, nome da Nextel Cup na época. Após esse ano ainda correu mais de 50 provas na divisão conquistando 4 vitórias.

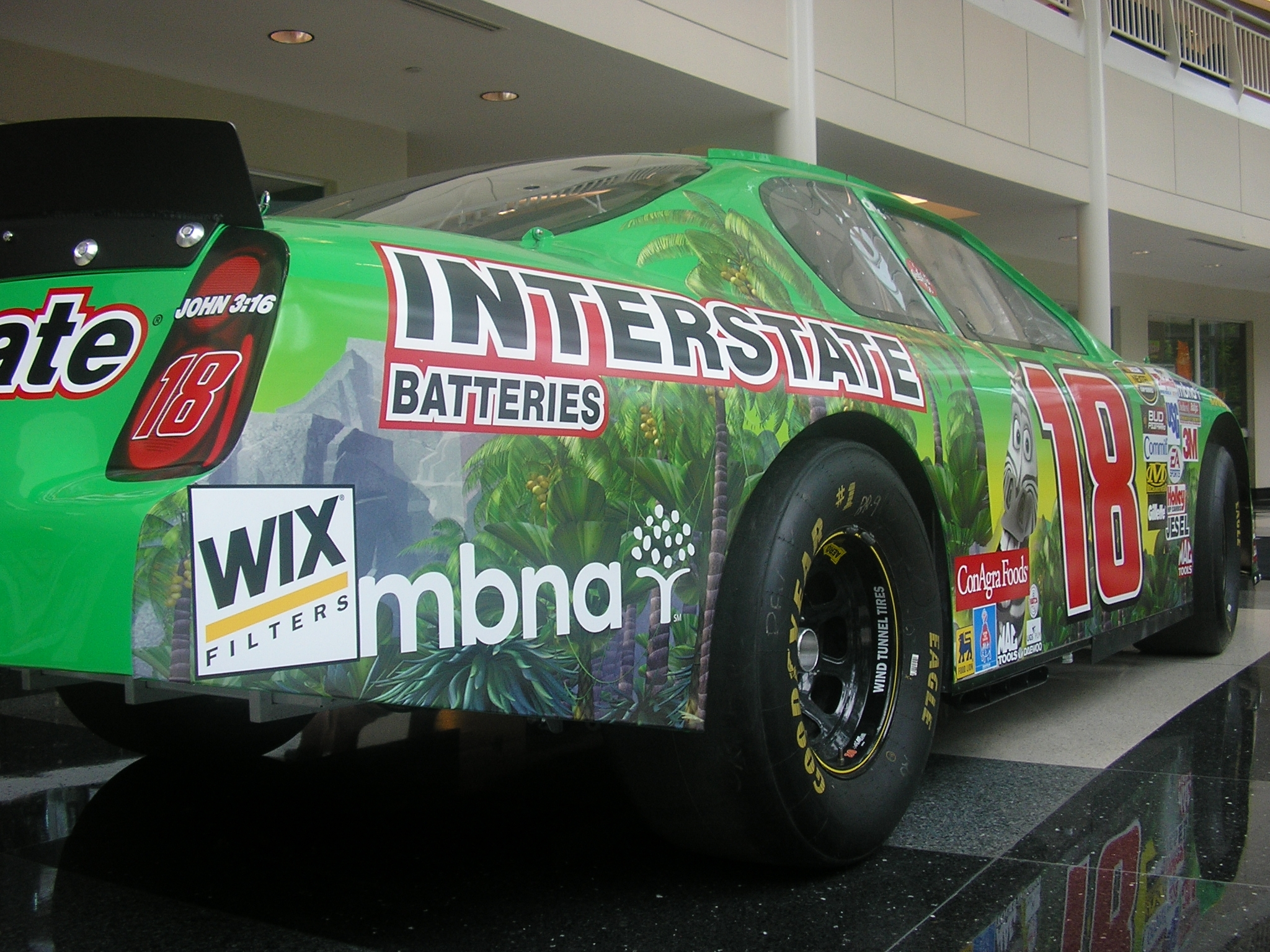
Carro #18 de Bobby Labonte com pintura referente ao filme Madagascar

Correndo pela divisão principal, sua primeira vitória só aconteceu na terceira temporada exatamente na prova mais longa do calendário, as 600 milhas de Charlotte. Em 1998 obteve um grande resultado terminando as 500 milhas de Daytona em segundo após largar na pole.
Bobby Labonte foi vice-campeão em 1999 atrás de Dale Jarrett, título que viria no ano seguinte mantendo a primeira colocação do campeonato em 31 das 34 etapas do campeonato chegando a frente de Dale Earnhardt com mais de 200 pontos.
Correndo com o carro #18 da Joe Gibbs Racing realiza uma temporada apagada em 2005. Seu companheiro de equipe é Tony Stewart. Assim como seu irmão Terry Labonte também é campeão da Winston Cup - primeiro registro de irmãos campeões da NASCAR. Em 2015, com a conquista da Sprint Cup, Kyle Busch - que, coincidentemente, substituiu os irmãos Labonte em suas respectivas equipes (estreou pela Hendrick Motorsports em 2004, no carro #5 e, em 2008, assumiu o comando do carro #18 da Joe Gibbs Racing) e seu irmão Kurt Busch, campeão de 2004 da Nextel Cup, tornam-se a segunda dupla de irmãos campeões da NASCAR . Outras famílias campeãs são a Petty com Lee e Richard e os Jarrett (Ned e Dale) - ambos os casos, pai e filho.

### International Race of Champions
Bobby Labonte correu também pela International Race of Champions conquistando 3 vitórias e o título da competição em 2001.

## Principais Vitórias

### NASCAR -Nextel Cup
- 1995 - Charlotte e Michigan (x2)
- 1996 - Atlanta
- 1997 - Atlanta
- 1998 - Atlanta e Talladega
- 1999 - Dover, Pocono (x2), Michigan e Atlanta
- 2000 - Carolina do Norte, Indianapolis, Darlington e Charlotte
- 2001 - Pocono e Atlanta
- 2002 - Martinsville
- 2003 - Atlanta e Homestead

### NASCAR -Busch Series
- 1991 - Bristol e Indianapolis
- 1992 - Lanier, Martinsville e Hickory
- 1994 - Michigan
- 1995 - Nashville
- 1996 - Dover
- 1997 - Darlington

### NASCAR -Craftsman Truck Series
- 2005 - Martinsville

### International Race of Champions
- 2000 - Talladega
- 2001 - Talladega e Indianapolis